# István Hasznos
István Hasznos (ur. 8 grudnia 1924 w Szolnoku, zm. 7 maja 1998 tamże) – węgierski piłkarz wodny, złoty medalista olimpijski z Helsinek.
Jako piłkarz wodny występował w szeregu klubów ze swego rodzinnego miasta oraz Budapesztu. W barwach Szolnoki Dózsa pięciokrotnie zdobył tytuł mistrza kraju (1954, 1957, 1958, 1959, 1961). W 1952 wziął udział w turnieju olimpijskim, w którym Węgrzy zdobyli złoty medal – wystąpił w 2 spotkaniach: przeciwko Meksykowi w rundzie kwalifikacyjnej (zakończonym zwycięstwem 13:4 dla Węgier) i przeciw Niemcom w fazie grupowej (9:1) i rzucił łącznie siedem bramek. Odnosił sukcesy, na poziomie krajowym, również w pływaniu. Karierę sportową zakończył w 1964.